# Venere e Amore (Pontormo)

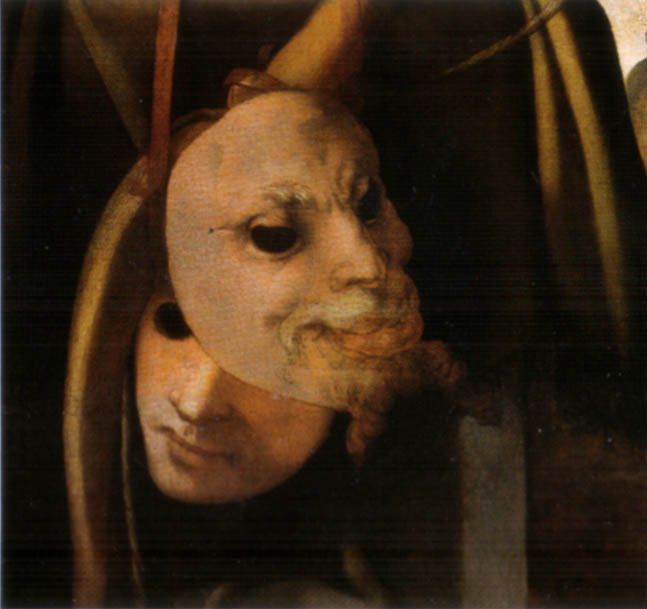
Dettaglio

Venere e Amore è un dipinto a olio su tavola (128×194 cm) di Pontormo, su disegno di Michelangelo Buonarroti, databile al 1533 circa e conservato nella Galleria dell'Accademia a Firenze.

## Storia
Il cartone michelangiolesco con questo soggetto è ricordato già nell'Anonimo Magliabechiano (1537-1542), che cita pure la stesura di Pontormo per Bartolomeo Bettini, un amico del Buonarroti. Il disegno dovette essere realizzato nel 1532-1533, mentre il dipinto dovrebbe risalire al '33, prima comunque della partenza di Michelangelo per Roma nel 1534. Il cartone di Michelangelo, perduto, venne cercato in un disegno a Napoli, poi riattribuito come copia. Uno studio preparatorio si trova al British Museum (inchiostro su carta, 5,8x12,1 cm).
Si sa che il dipinto appartenne ad Alessandro de' Medici e che prematuramente venne "castigato" coprendo le nudità di Venere: anche la copia che ne fece Michele di Ridolfo del Ghirlandaio, oggi a Palazzo Colonna a Roma, ebbe lo stesso destino di censura, ora rimossa. L'opera figura negli inventari della Guardaroba medicea del 1553 e del 1560 e venne lodata da Benedetto Varchi che scrisse come fece innamorare "...gli uomini come la Venere di Prassitele..."
L'opera originale venne riconosciuta solo nel 1850 e nel 1852 il restauratore Ulisse Forni la riportò alle sue forme originarie eliminando le ridipinture, tranne un lembo di panno che copriva il pube della dea, tolto nel 2002. Altre repliche si trovano a Kensington Palace, al Museo di Capodimonte a Napoli (un cartone di anonimo e una copia attribuita a Hendrik van der Broeck), a Ginevra (piccola copia attribuita a Michele Tosini) e a Hildesheim: lo stesso Vasari ne fece in totale tre, per Ottaviano de' Medici.

## Descrizione e stile
Venere giace in tutta la lunghezza del dipinto, col busto sollevato su un panno azzurro e il capo rotato a baciare Cupido, suo figlio e amante, che le arriva da dietro, intrecciandosi a lei col braccio che le volta la faccia coprendole il collo e la gamba che copre, solo in parte, il pube. Venere afferra la freccia che Cupido tiene in mano, forse un'allusione agli inganni dell'amore, a cui rimandano anche le due maschere attaccate all'arco di Cupido a sinistra, vicine ad altri elementi simbolici: un fantoccio moribondo in una scatola scura e un bacile ricolmo di rose. Al centro si trova un'apertura paesistica.
Evidente è la derivazione michelangiolesca nelle forme scultoree di Venere e nella complicata posizione degli amanti, colti in torsioni innaturali.